# 8½ Women
8½ Women (bra: 8 Mulheres e Meia ou 8 Mulheres e ½; prt: 8 Mulheres e 1/2) é um filme de 1999 dirigido por Peter Greenaway. Foi apresentado durante o Festival de Cannes de 1999.
O filme é uma homenagem direta às mulheres de Federico Fellini, onde em uma cena o pai e o filho discutem as fêmeas enquanto assistem ao filme 8½.

## Sinopse
Um pai e um filho bilionários, donos de cassinos luxuosos no Japão, contratam oito mulheres para servirem de acompanhantes ou supostas esposas. Num mundo de requintada estranheza, eles passam a descobrir como melhor se relacionarem com elas em suas diferentes e bizarras características.

## Elenco
- John Standing como Philip Emmenthal
- Matthew Delamere como Storey Emmenthal
- Vivian Wu como Kita
- Annie Shizuka Inoh como Simato
- Barbara Sarafian como Clothilde
- Kirina Mano como Mio
- Toni Collette como Griselda/Irmã Concordia
- Amanda Plummer como Beryl
- Natacha Amal como Giaconda da Fábrica do Bebê
- Manna Fujiwara como Giulietta
- Polly Walker como Palmira
- Elizabeth Berrington como Celeste
- Myriam Muller como Marianne
- Don Warrington como Simon
- Claire Johnston como Amelia